# 曾綺婷
曾綺婷，香港空手道運動員，現時世界排名第5名，四屆亞洲錦標賽銅牌得主，曾參與2014及2018亞洲運動會。2023年杭州亞運會空手道女子組手50公斤級16強出局。